# Amata (bướm đêm)
Amata là một chi bướm đêm thuộc phân họ Arctiinae, họ Erebidae.

## Các loài tiêu biểu
- Amata albapex Hampson, 1893
- Amata albionica Dufay, 1965
- Amata albobasis Kiriakoff, 1954
- Amata alenicola (Strand, 1912)
- Amata alicia (Butler, 1876)
- Amata annulata Fabricius, 1775
- Amata antitheta Meyrick, 1886
- Amata aperta Walker, 1865
- Amata atricornis (Wallengren, 1863)
- Amata atricornuta Gaede, 1926
- Amata attenuata Rothschild, 1910
- Amata basithyris Hampson, 1914
- Amata benitonis (Strand, 1912)
- Amata bicincta Kollar, 1844
- Amata bicolor Walker, 1854
- Amata bifasciata (Hopffer, 1857)
- Amata bondo (Kiriakoff, 1965)
- Amata borguensis (Hampson, 1901)
- Amata borneogena Obraztsov, 1955
- Amata burtti (Distant, 1900)
- Amata caerulescens (Druce, 1898)
- Amata cantori Moore, 1859
- Amata caspia Staudinger, 1877
- Amata cerbera (Linnaeus, 1764)
- Amata ceres (Oberthür, 1878)
- Amata chariessa (Jordan, 1936)
- Amata chloroscia (Hampson, 1901)
- Amata cholmlei (Hampson, 1907)
- Amata chlorometis Meyrick, 1886
- Amata choneutospila Turner, 1905
- Amata chroma Swinhoe, 1892
- Amata chromatica Turner, 1905
- Amata chrysozona (Hampson, 1898)
- Amata congener (Hampson, 1901)
- Amata consimilis (Hampson, 1901)
- Amata creobota (Holland, 1893)
- Amata croceizona (Hampson, 1910)
- Amata cuprizonata (Hampson, 1901)
- Amata cyanea Hampson, 1914
- Amata cyanura Meyrick, 1886
- Amata cyssea Stoll, 1782
- Amata decorata Walker, 1862
- Amata dilatata Snellen, 1881
- Amata dilateralis (Hampson, 1898)
- Amata discata (Druce, 1898)
- Amata dissimilis (Bethune-Baker, 1911)
- Amata distorta (Rothschild, 1910)
- Amata divalis (Schaus & Clements, 1893)
- Amata dohertyi (Hampson, 1898)
- Amata dyschlaena Turner, 1905
- Amata elongimacula Hampson, 1898
- Amata endocrocis (Hampson, 1903)
- Amata exapta Swinhow, 1892
- Amata expandens Walker, 1862
- Amata flavoanalis (Seitz, 1926)
- Amata fortunei (d'Orza, 1869)
- Amata francisca (Butler, 1876)
- Amata fruhstorferi (Hampson, 1898)
- Amata gigas (Rothschild, 1910)
- Amata gil Witt et al., 2007[1]
- Amata goodii (Holland, 1893)
- Amata hellei (Romieux, 1935)
- Amata hemiphoenica (Hampson, 1910)
- Amata heptaspila Turner, 1905
- Amata hesperitis Meyrick, 1886
- Amata huebneri Boisduval, 1828
- Amata humeralis Butler, 1876
- Amata hyalota Meyrick, 1886
- Amata hypomela Kiriakoff, 1954
- Amata insularis Butler, 1876
- Amata interniplaga (Mabille, 1890)
- Amata jacksoni Rothschild, 1910
- Amata janenschi Seitz, 1926
- Amata johanna (Butler, 1876)
- Amata kenredi (Rothschild, 1910)
- Amata kinensis Hampson, 1898
- Amata kruegeri Ragusa, 1904
- Amata kuhlweini (Lefèbvre, 1832)
- Amata lagosensis (Hampson, 1907)
- Amata lampetis Turner, 1898
- Amata lateralis (Boisduval, 1836)
- Amata leimacis (Holland, 1893)
- Amata leucacma Meyrick, 1886
- Amata leucerythra (Holland, 1893)
- Amata leucosoma (Butler, 1876)
- Amata lucta Lucas, 1901
- Amata luzonensis (Wileman & West, 1925)
- Amata macroflavifer Holloway, 1988
- Amata macroplaca Meyrick, 1886
- Amata magistri Turner, 1905
- Amata magnopupillata Berio, 1941
- Amata magrettii Berio, 1937
- Amata marella Butler, 1876
- Amata marina (Butler, 1876)
- Amata marinoides Kiriakoff, 1954
- Amata marjana Stauder, 1913
- Amata melitospila Turner, 1905
- Amata mestralii Bugnion, 1837
- Amata miozona (Hampson, 1910)
- Amata mjobergi Talbot, 1926
- Amata mogadorensis Blachier, 1908
- Amata monothyris Hampson, 1914
- Amata monticola (Aurivillius, 1910)
- Amata multicincta (Hampson, 1914)
- Amata multifasciata (Hampson, [1893])
- Amata nigriceps Butler, 1876
- Amata nigricilia (Strand, 1912)
- Amata nigricornis Alphéraky, 1883
- Amata nigrobasalis Rothschild, 1910
- Amata ntebi (Bethune-Baker, 1911)
- Amata obraztsovi Kiriakoff, 1954
- Amata ochrospila Turner, 1922
- Amata olinda Swinhoe, 1892
- Amata orphnaea Turner, 1898
- Amata pactolina Walker, 1865
- Amata paradelpha Turner, 1905
- Amata paraula Meyrick, 1886
- Amata passalis (Fabricius, 1781)
- Amata pembertoni Rothschild, 1910
- Amata perixanthia (Hampson, 1898)
- Amata pfeifferae (Moore, 1859)
- Amata phaeobasis (Hampson, 1907)
- Amata phaeochyta Turner, 1907
- Amata phaeososma Hampson, 1914
- Amata phaeozona (Zerny, 1912)
- Amata phegea Linnaeus, 1758
- Amata phepsalotis Meyrick, 1886
- Amata phoenicia (Hampson, 1898)
- Amata pleurosticta (Hampson, 1898)
- Amata ploetzi (Strand, 1912)
- Amata polidamon (Cramer, 1779)
- Amata polymita Linnaeus, 1768
- Amata polyxo (Fawcett, 1918)
- Amata prepuncta Holloway, 1988
- Amata prosomoea Turner, 1905
- Amata pryeri Hampson, 1898
- Amata pseudextensa Rothschild, 1910
- Amata pseudosimplex de Freina, 2013
- Amata pyrocoma Meyrick, 1886
- Amata ragazzii Turati, 1917
- Amata recedens Lucas, 1891
- Amata rendalli (Distant, 1897)
- Amata romeii Berio, 1941
- Amata rubritincta (Hampson, 1903)
- Amata rufina (Oberthür, 1878)
- Amata schoutedeni Kiriakoff, 1954
- Amata shirakii (Sonan, 1941)
- Amata shoa (Hampson, 1898)
- Amata similis (Le Cerf, 1922)
- Amata simplex (Walker, 1854)
- Amata soror (Le Cerf, 1922)
- Amata sperbius (Fabricius, 1787)
- Amata stanleyi (Kiriakoff, 1965)
- Amata stenoptera (Zerny, 1912)
- Amata stictoptera Rothschild, 1910
- Amata symphona Swinhoe, 1907
- Amata syntomoides Butler, 1876
- Amata teinopera Hampson, 1898
- Amata tenera Hulstaert, 1923
- Amata tetragonaria Walker, 1862
- Amata thoracica Moore, 1877
- Amata tomasina (Butler, 1876)
- Amata trifascia Holloway, 1976
- Amata trigonophora Turner, 1898
- Amata tripunctata (Bethune-Baker, 1911)
- Amata tritonia (Hampson, 1911)
- Amata uelleburgensis (Strand, 1912)
- Amata velatipennis (Walker, 1864)
- Amata vicarians Holloway, 1988
- Amata waldowi (Grünberg, 1907)
- Amata wallacei (Moore, 1859)
- Amata williami Rothschild, 1910
- Amata xanthopleura Hampson, 1914
- Amata xanthosoma Turner, 1898
- Amata xanthura Turner, 1905

## Hình ảnh

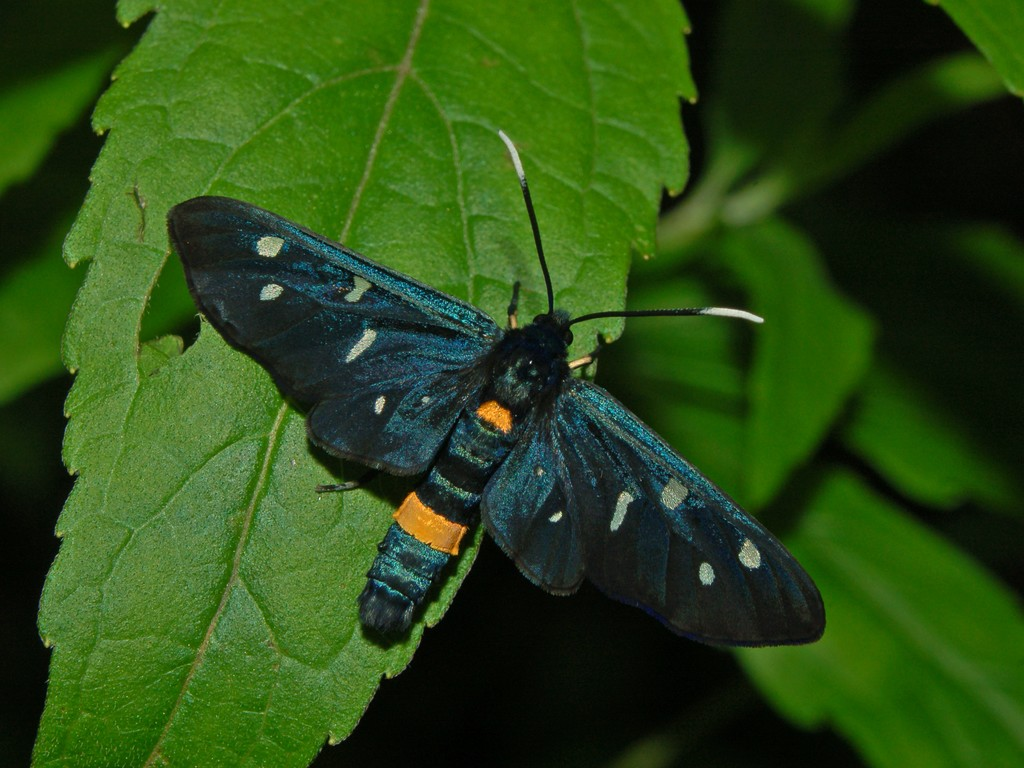
Amata phegea
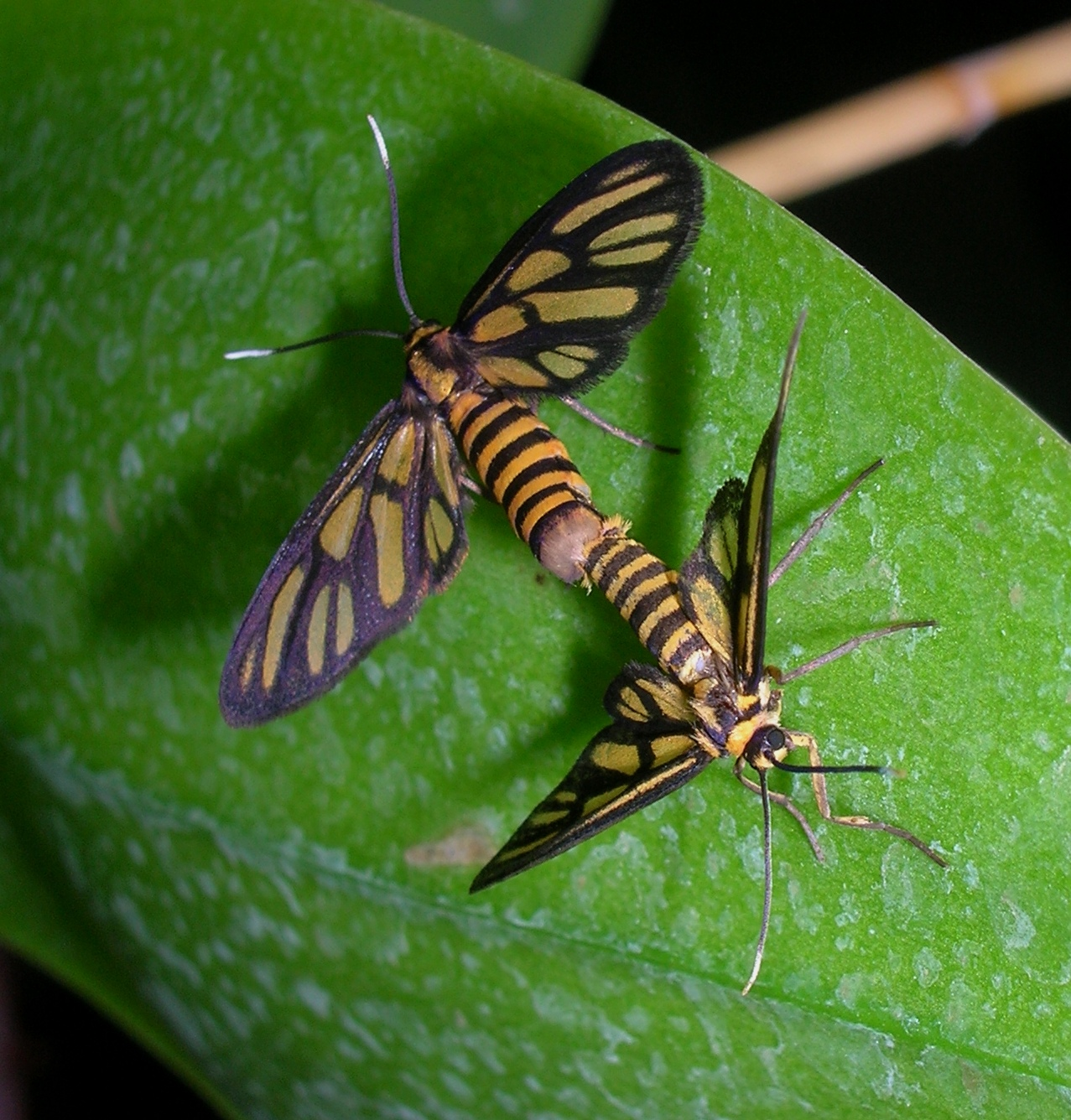
Amata species - mating
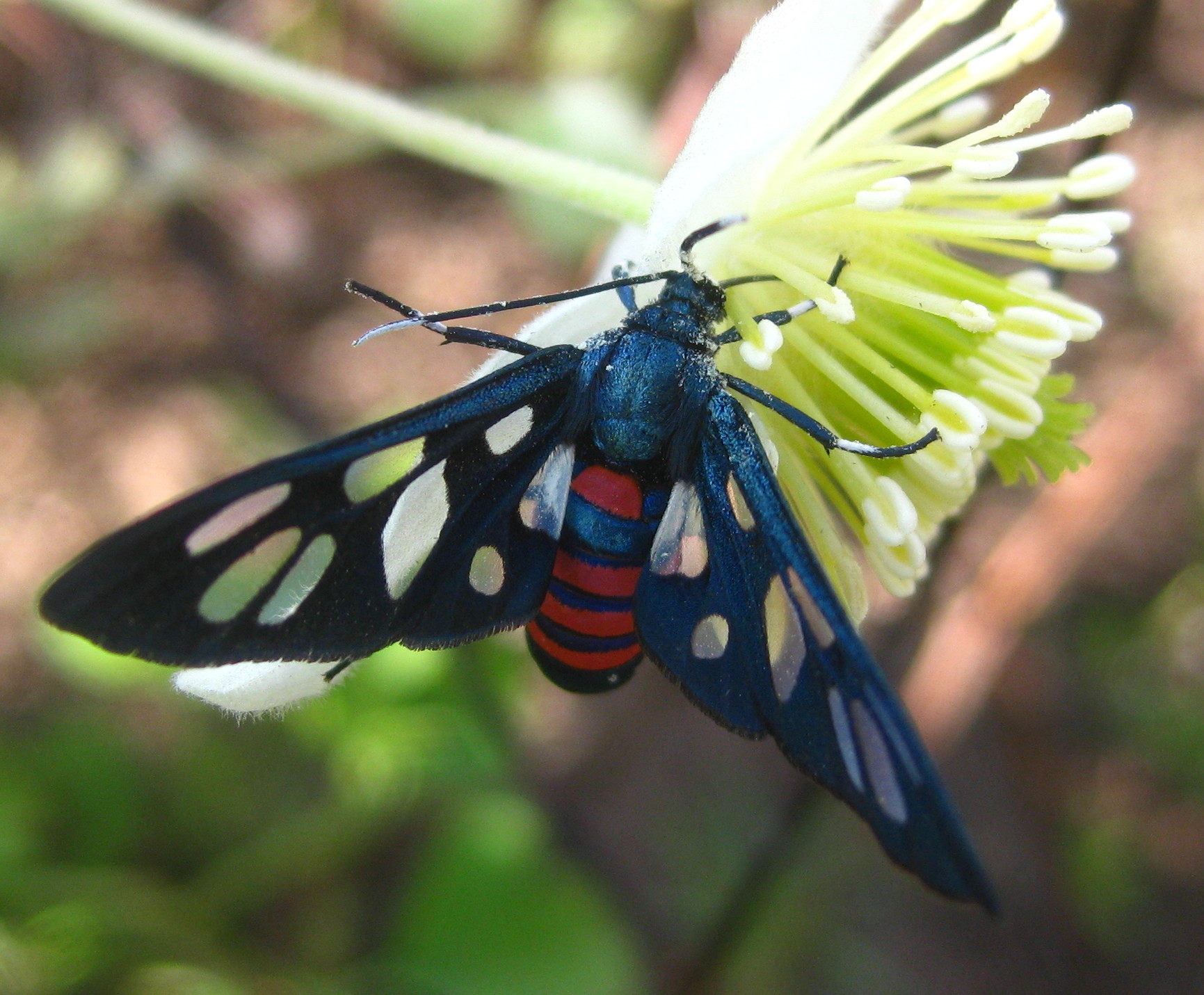
Amata alicia
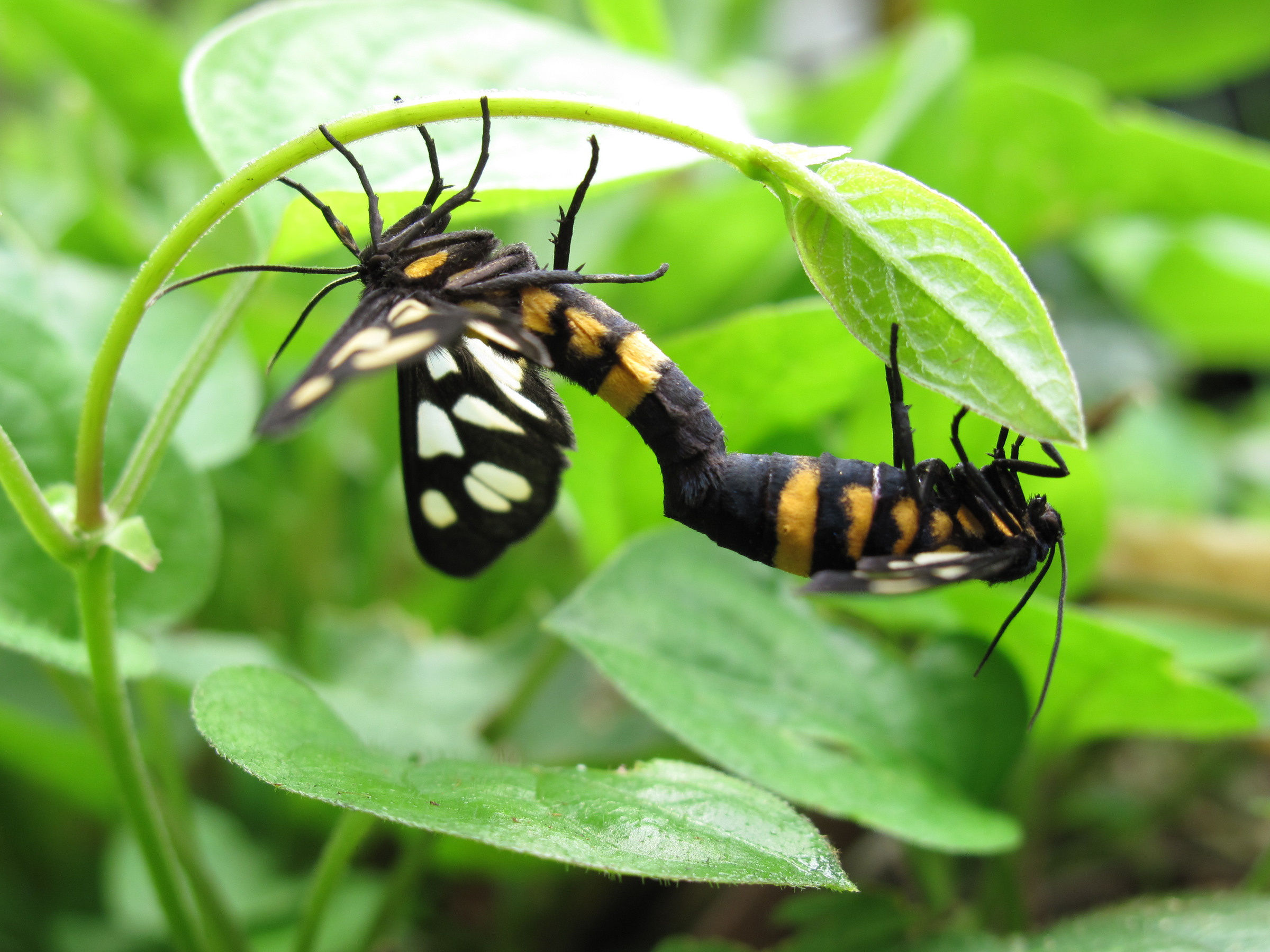
Amata fortunei
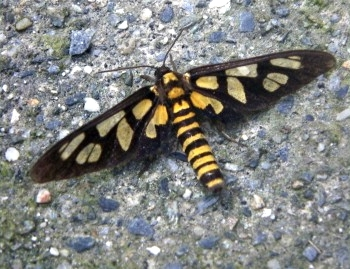
Amata perixanthia
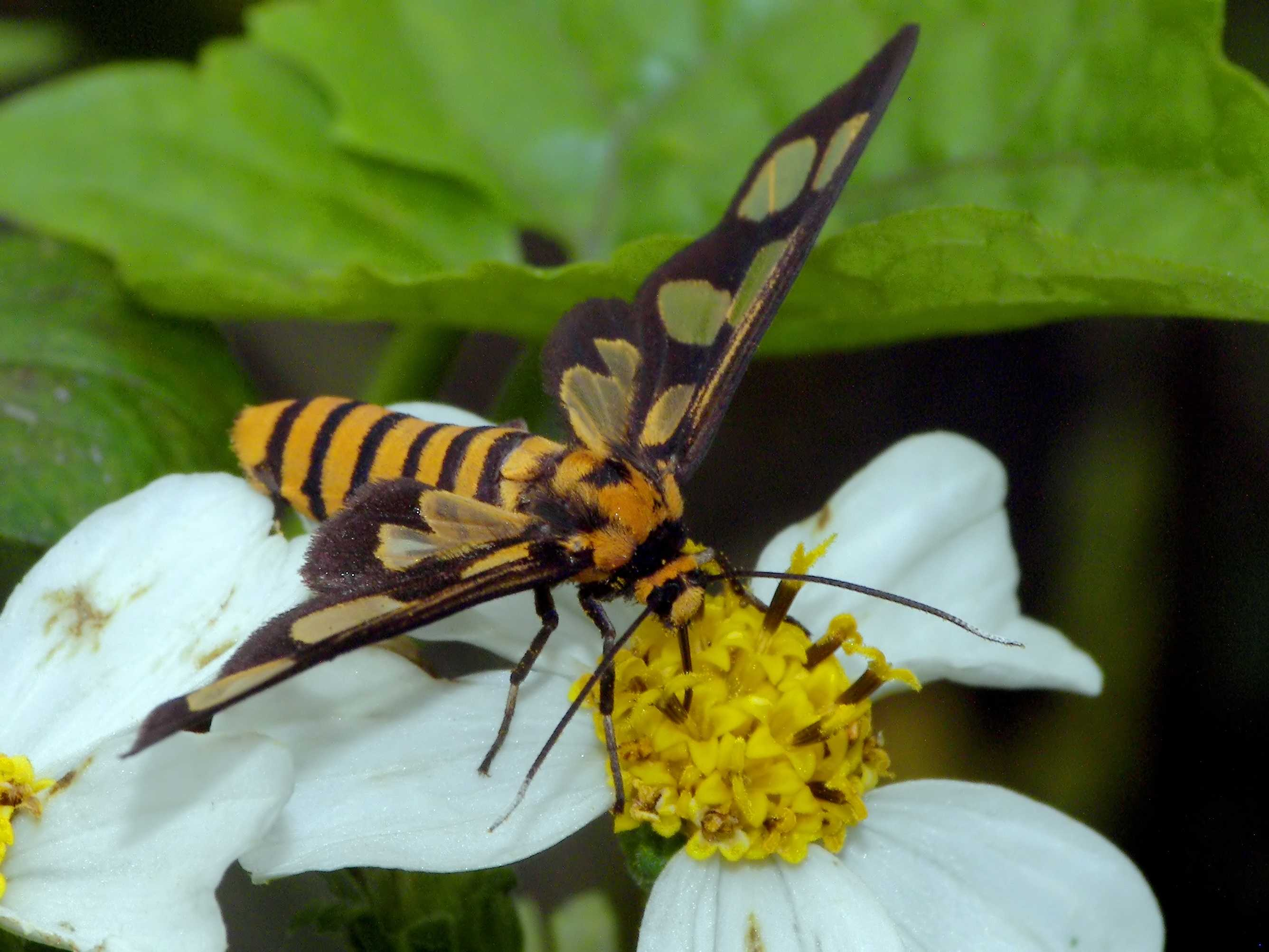
Amata polymita
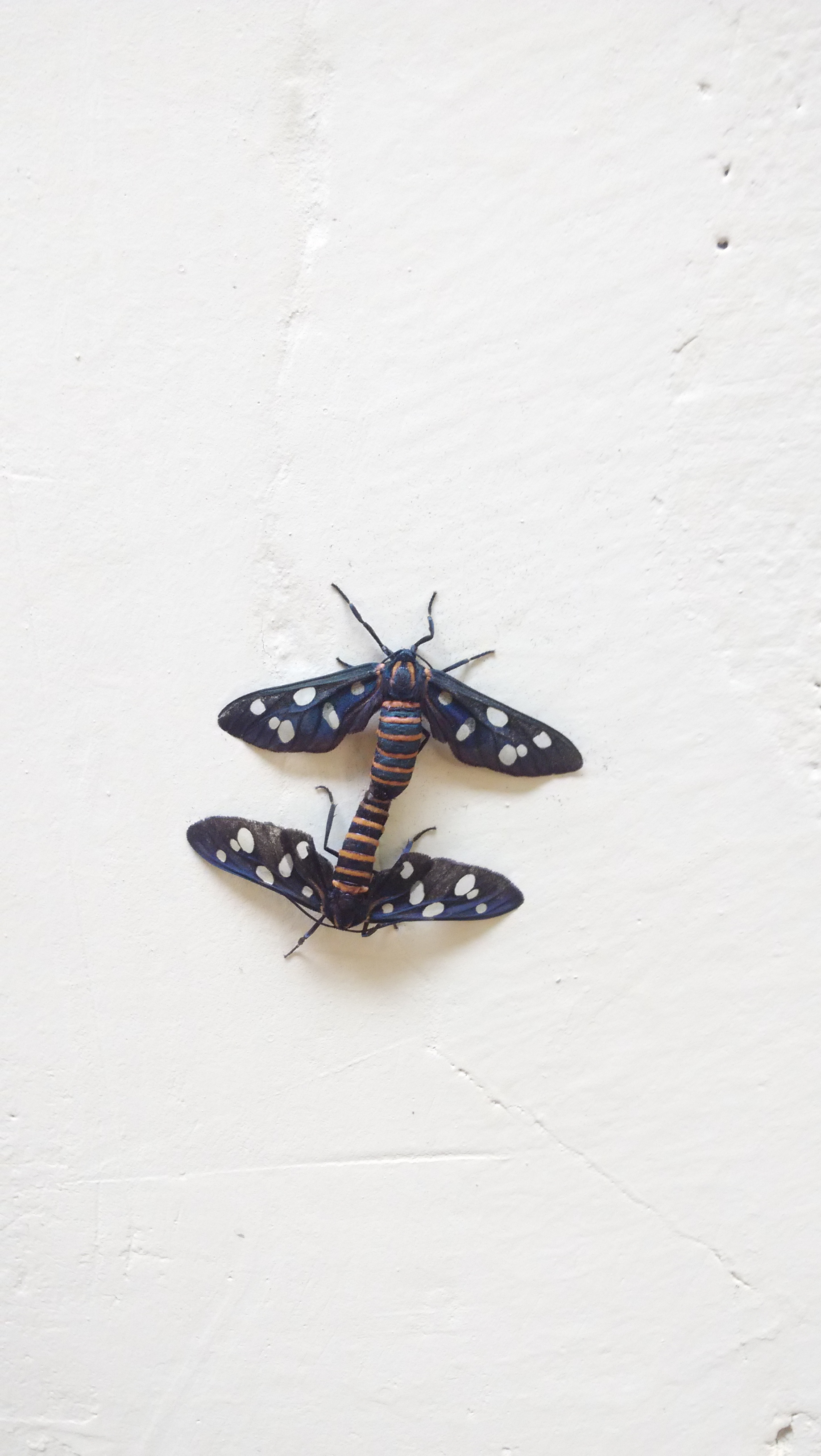
Amata passalis